# گلنفیلد، لسترشر
گلنفیلد (به انگلیسی: Glenfield) یک روستا در بریتانیا است که در Glenfields واقع شده‌است. گلنفیلد ۹٬۶۴۳ نفر جمعیت دارد.

## خواهرخوانده
شهر شتل (آلمان) خواهرخواندهٔ گلنفیلد، لسترشر هست.